# Aristolochia macroura
Aristolochia macroura là một loài thực vật có hoa trong họ Aristolochiaceae. Loài này được Ortega mô tả khoa học đầu tiên năm 1812.